# Rofes
Rofes és un poble de l'Anoia però que pertany a l'ajuntament de la Llacuna, consta d'uns 74 habitants. A entrants d'agost se celebren les festes majors on destaquen les nits de gresca i el ball de gegants. Des d'un principi, Rofes era exclusivament un territori dividit en camps dedicats a la recol·lecció d'olives. Anys més tard es va començar a poblar per ramaders fins que a la dècada dels 60, va convertir-se en una petita zona residencial d'estiueig.
El nucli està presidit per l'església de Sant Josep, de construcció recent.

## Centres socials
- La Bona teca
- La Piscina
- Les Escoles (actualment és un local social)